# Осатица
Осатица је насељено мјесто у општини Сребреница, Република Српска, БиХ. Према попису становништва из 1991. у насељу је живјело 465 становника.

## Становништво 1991.
По посљедњем службеном попису становништва из 1991. године, насељено мјесто Осатица имало је 465 становника, сљедећег националног састава:
| Националност       | 1991.        |
| Муслимани          | 447 (96,12%) |
| Срби               | 13 (2,79%)   |
| Југословени        | 3 (0,64%)    |
| остали и непознато | 2 (0,45%)    |
| укупно             | 465          |

| Демографија | Демографија | Демографија |
| Година      | Становника  | Становника  |
| ----------- | ----------- | ----------- |
| 1948.       | 229         |             |
| 1953.       | 234         |             |
| 1961.       | 259         |             |
| 1971.       | 404         |             |
| 1981.       | 443         |             |
| 1991.       | 465         |             |
| 2013.       | 46          |             |